# Web Accessibility Initiative
La Web Accessibility Initiative (WAI) del World Wide Web Consortium (W3C) è uno sforzo per migliorare l'accessibilità del World Wide Web  alle persone disabili. Le persone con disabilità possono incontrare difficoltà quando utilizzano i computer in generale, ma anche sul web.
Dal momento che le persone disabili spesso utilizzano dispositivi e browser non-standard, creare siti web più accessibili porterebbe benefici ad un grande numero di utenti ed una vasta gamma di dispositivi, compresi i dispositivi mobili, che hanno risorse limitate.
Il W3C ha proposto la Web Accessibility nel 1997 con l'approvazione da parte della Casa Bianca e dei membri del W3C.
È composta da differenti gruppi di lavoro e gruppi di interesse che si occupano di stilare linee guida, relazioni tecniche, produrre materiale didattico e altra documentazione riguardante le diverse componenti dell'accessibilità web.
Questi componenti includono i contenuti web, i web browser e i lettore multimediale, strumenti di authoring, e strumenti di valutazione.

## Organizzazione
WAI sviluppa le linee guida e le altre relazioni tecniche adoperando lo stesso processo di altre parti del W3C. Come altre iniziative del W3C, il WAI è composto da numerosi gruppi di lavoro e di interesse, ognuno focalizzato su un aspetto specifico. Solo i gruppi di lavoro possono produrre relazioni tecniche approvabili come W3C Recommendations. Un gruppo di lavoro può delegare i compiti ad una task force, e i risultati ottenuti da quest'ultima sono sottoposti ad approvazione del gruppo stesso. I gruppi di interesse possono produrre relazioni (come ad esempio le W3C Notes) ma non raccomandazioni.
Ogni gruppo può avere una o più mailing list. I membri organizzano teleconferenze ad intervalli regolari (in genere ogni settimana o due) e talvolta propongono sondaggi per accogliere idee e commenti dai partecipanti. Durante l'anno si riuniscono anche di persona.

### Authoring Tool Accessibility Guidelines Working Group (AUWG)
Il gruppo stila le linee guida, sviluppa le tecniche e le risorse di supporto per gli strumenti di creazione di contenuti web, dagli editor HTML ai Content Management System. I requisiti di accessibilità si applicano a due aspetti: l'interfaccia utente e il contenuto prodotto dallo strumento.
Il gruppo di lavoro è composto da rappresentanti delle organizzazioni che producono strumenti di authoring, ricercatori ed esperti di accessibilità.
Il gruppo di lavoro nel 2000 ha pubblicato le Authoring Tool Accessibility Guidelines 1.0 e sta attualmente lavorando sulle ATAG 2.0. Ha inoltre pubblicato un documento riguardo alla scelta e all'utilizzo di strumenti di authoring per l'accessibilità web.

### Education and Outreach Working Group (EOWG)
L'Education and Outreach Working Group (EOWG) sviluppa materiale formativo ed educativo sull'accessibilità del web. Questo gruppo di lavoro ha prodotto la seguente documentazione:
- Accessibility Features of CSS.
- Curriculum for Web Content Accessibility Guidelines 1.0
- Evaluating Web Sites for Accessibility, una serie di documenti che trattano aspetti quali la valutazione di conformità, gli approcci valutativi per contesti specifici, il coinvolgimento degli utenti nella valutazione dell'accessibilità web, la selezione degli strumenti di valutazione.
- Planning Web Accessibility Training.
- Developing a Web Accessibility Business Case for Your Organization.
- How People with Disabilities Use the Web, un documento che descrive vari personaggi fittizi con disabilità e come questi sfruttano il web in differenti situazioni.
- numerose pagine introduttive sul sito web del WAI.

Al momento l'EOGW sta lavorando sul progetto WAI-AGE, per il quale è supportata da una task force. Nell'ambito di questo progetto ha pubblicato un documento nel quale mette sullo stesso piano le necessità degli utenti anziani con quelle degli utenti disabili, già oggetto delle linee guida della WAI.
Questo gruppo può anche rivedere i documenti elaborati da altri gruppi di lavoro della WAI.

### Evaluation and Repair Tools Working Group (ERT WG)
L'Evaluation and Repair Tools Working Group sviluppa le specifiche tecniche per la valutazione di accessibilità dei siti web e per il loro adeguamento. Inoltre ll gruppo mantiene un database di strumenti atti a valutare l'accessibilità dei siti web e a renderli più accessibili. Questo gruppo è formato principalmente da sviluppatori di questi applicativi e da ricercatori.
Al momento il gruppo è al lavoro su:
- Evaluation and Report Language (ERL): un linguaggio che esprima i rapporti di valutazione e che sia comprensibile dalla macchina.
- HTTP Vocabulary in RDF, che spiega come richieste e risposte HTTP debbano essere espresse in RDF.
- Representing Content in RDF, che specifica come i contenuti debbano essere specificati in RDF.
- Pointer Methods in RDF, che specifica come indirizzi e parti di documenti online debbano essere espressi in RDF.

### Protocols e Formats Working Group (PFWG)
Il Protocols and Formats Working Group si occupa di revisionare tutte le tecnologie W3C per l'accessibilità prima che queste vengano pubblicate come raccomandazione. Ha inoltre pubblicato una nota riguardo l'accessibilità dei CAPTCHA, un documento sull'uso del linguaggio naturale per le persone con disabilità cognitive, un lavoro preliminare sui requisiti di accessibilità per i linguaggi di markup basati su XML (le XML Accessibility Guidelines).
Nel 2006, il gruppo di lavoro ha iniziato la stesura di una serie di documenti e specifiche per l'accessibilità delle applicazioni web: WAI-ARIA.

### Research and Development Interest Group (RDIG)
L'obiettivo del gruppo è:
- migliorare l'integrazione degli aspetti di accessibilità nella ricerca sulle tecnologie Web,
- individuare progetti di ricerca sull'accessibilità del web e suggerire idee che possano dar vita a nuovi progetti.

Questo gruppo di interesse ha lavorato molto poco dal 2004. Il suo statuto attuale è scaduto alla fine del 2006.

### User Agent Accessibility Guidelines Working Group (UAWG)
Lo User Agent Accessibility Guideline Working Group sviluppa le linee guida, le tecniche e altra documentazione per promuovere l'accessibilità degli User agent: browser e plug-in.
Il gruppo di lavoro è composto principalmente dalle aziende che sviluppano user agent, ricercatori ed esperti di accessibilità.
Il UAWG ha pubblicato le User Agent Accessibility Guidelines 1.0 (UAAG 1.0) come W3C Recommendation nel 2002, e sta attualmente lavorando alla seconda versione della specifica.

### WAI Interest Group (WAI IG)
Il WAI Interest Group è un gruppo aperto, con una mailing list a cui chiunque può iscriversi. Lo staff del W3C pubblica nella mailing list annunci su nuovi documenti della WAI per ricevere pareri e commenti. I membri della lista pubblicano anche annunci di eventi e pubblicazioni importanti, e chiedono consigli su questioni relative alla Web Accessibility.
La mailing list è in lingua inglese, non sono presenti liste in altre lingue.

### Web Content Accessibility Guidelines Working Group (WCAG WG)
Il Web Content Accessibility Guidelines Working Group produce linee guida, tecniche e altri documenti relativi all'accessibilità dei contenuti web. Il termine Web Content raccoglie ogni tipo di informazione che è possibile trovare all'interno di una pagina Web: testo, immagini, forme, suoni, video, eccetera, a prescindere se questi siano stati prodotti da lato server o da lato client (con un linguaggio di scripting client-side, come JavaScript). Pertanto, le linee guida si applicano anche alle applicazioni web.
Il gruppo di lavoro è composto da rappresentanti dell'industria, consulenti di accessibilità, università e organizzazioni che rappresentano gli utenti finali e altri esperti.
Il gruppo di lavoro ha pubblicato la Web Content Accessibility Guidelines 1.0 (WCAG 1.0) come W3C Recommendation nel 1999, seguite da documentazione tecnica nel 2000.
Nel 2001, il gruppo di lavoro ha avviato la stesura delle WCAG 2.0, diventate una W3C Recommendation l'11 dicembre 2008.
Il Web Content Accessibility Guidelines Working Group è probabilmente il più noto gruppo di lavoro nella WAI, spesso infatti ci si riferisce alle Web Content Accessibility Guidelines 1.0 come a "le linee guida WAI", anche se il WAI produce anche altre guideline e specifiche.

### WAI Coordination Group
Il gruppo di coordinamento WAI coordina le attività dei gruppi di lavoro (e dei gruppi di interesse) WAI.
Le sue attività non sono note.

## Linee guida e rapporti tecnici

### Web Content Accessibility Guidelines (WCAG)
Le Web Content Accessibility Guidelines 1.0 (WCAG 1.0) sono state pubblicate come una Raccomandazione W3C il 5 maggio 1999. Un documento di supporto, Techniques for Web Content Accessibility Guidelines 1.0 è stato pubblicato come una Nota W3C il 6 novembre 2000. Le WCAG 1.0 sono una serie di linee guida per rendere più accessibili i contenuti web a persone disabili. Servono anche a rendere i contenuti web più facilmente utilizzabili da altri dispositivi, come dispositivi portatili (ad esempio PDA e cellulari). Le WCAG 1.0 sono riconosciute come standard de-facto e sono alla base della legislazione e delle metodologie di valutazione in molti Paesi.
Il gruppo di lavoro delle WCAG ha pubblicato le WCAG 2.0 come Raccomandazione W3C l'11 dicembre 2008. Le WCAG 2.0 si basano su requisiti molto diversi da quelli delle WCAG 1.0:
- le linee guida devono essere indipendenti dalla tecnologia, mentre le WCAG 1.0 erano fortemente legate al CSS e all'HTML.
- le linee guida devono essere espresse per iscritto sotto forma di frasi concrete, invece che sotto forma di istruzioni per gli autori.

Si è rivelato molto impegnativo coniugare un'applicabilità più ampia ed una maggiore precisione.

### Authoring Tools Accessibility Guidelines (ATAG)
Sviluppate dall'Authoring Tool Accessibility Guidelines Working Group, le ATAG 1.0 sono diventate una Raccomandazione W3C il 3 febbraio 2000. Le ATAG sono una serie di linee guida per sviluppatori di strumenti di authoring per contenuti web: semplici editor HTML, tool che esportano contenuti per l'utilizzo sul web (ad esempio i Word Editor che possono esportare in HTML), strumenti che producono file multimediali, sistemi di gestione dei contenuti, ecc.
L'obiettivo degli sviluppatori consiste nella creazione di strumenti che:
- siano accessibili agli autori indipendentemente da eventuali disabilità,
- producano di default contenuti accessibili,
- supportino ed incoraggino gli autori nella creazione di contenuti accessibili.

Il gruppo di lavoro ATAG sta attualmente lavorando su una seconda versione di tali linee guida. Nel novembre 2004 è stato pubblicato un Last Call Working Draft, ma le seguenti versioni furono pubblicate come semplici abbozzi. È anche disponibile come Working Draft l'Implementation Techniques for ATAG 2.0.

### User Agent Accessibility Guidelines (UAAG)
Sviluppate dal User Agent Accessibility Guidelines Working Group, le UAAG 1.0 sono diventate una W3C Recommendation il 17 dicembre 2002.
Le UAAG sono una serie di linee guida per gli sviluppatori di User Agent (come i web browser e i riproduttori di file multimediali) che mirano a rendere gli User Agent accessibili ad utenti disabili. Lo stesso giorno è stato pubblicato come W3C Note il documento Techniques for User Agent Accessibility Guidelines 1.0; tale documento fornisce tecniche per soddisfare i punti definiti nelle UAAG 1.0. Il gruppo di lavoro ha prodotto anche altri documenti di supporto, incluse note preliminari che spiegano come valutare uno User Agent in conformità  alle UAAG 1.0; questo documento non è stato approvato formalmente dal gruppo di lavoro. Nessuno User Agent al momento è considerato totalmente conforme alle UAAG 1.0.
Il gruppo di lavoro sta attualmente lavorando ad una nuova versione delle linee guida. Il primo abbozzo pubblico delle User Agent Accessibility Guidelines 2.0 è stato pubblicato il 12 marzo 2008.

### XML Accessibility Guidelines (XAG)
Le XAG spiegano come includere nelle applicazioni XML caratteristiche (ad esempio linguaggi di markup conformi alle specifiche XML) che promuovano l'accessibilità.
Il lavoro su questo progetto si è interrotto nel 2002; le linee guida sono ancora un abbozzo.

### Accessible Rich Internet Applications (WAI-ARIA)
Web Accessibility Initiative - Accessible Rich Internet Applications è un abbozzo di specifica tecnica che sta per diventare un W3C Recommended Web Standard. Essa permette alle pagine web (o a porzioni di pagine) di dichiararsi come applicazioni invece che come documenti statici aggiungendo ruolo, proprietà e informazioni di stato alle applicazioni web dinamiche.
ARIA è inteso per l'utilizzo da parte di sviluppatori di applicazioni web, browser, tecnologie assistive e strumenti per la valutazione dell'accessibilità.